# Johann Carl Lehmann

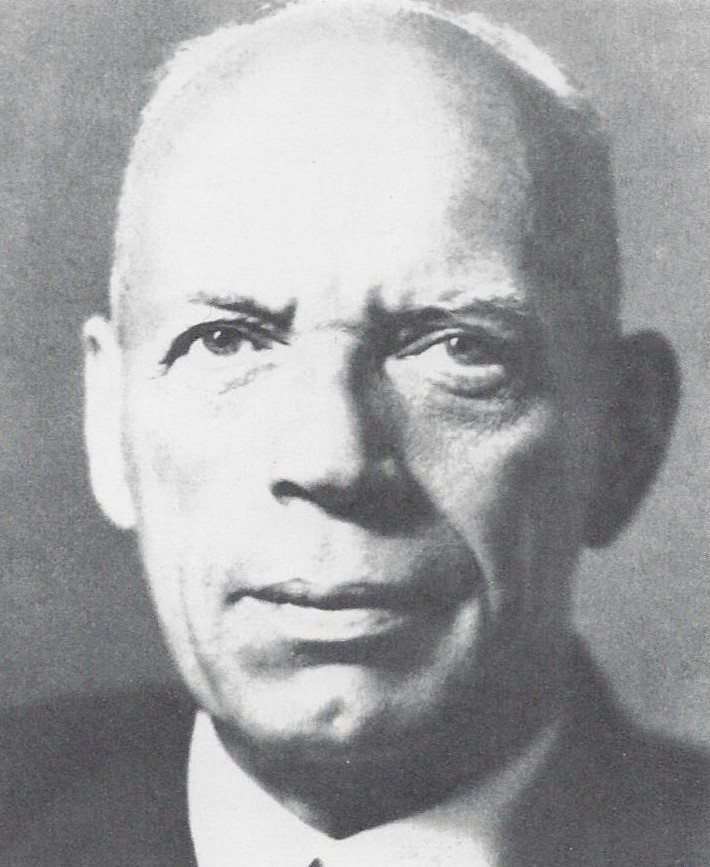
Johann Carl Lehmann

Johann Carl Lehmann (* 7. Februar 1885 in Rostock; † 16. Juni 1950 ebenda) war ein deutscher Chirurg und Hochschullehrer.

## Leben

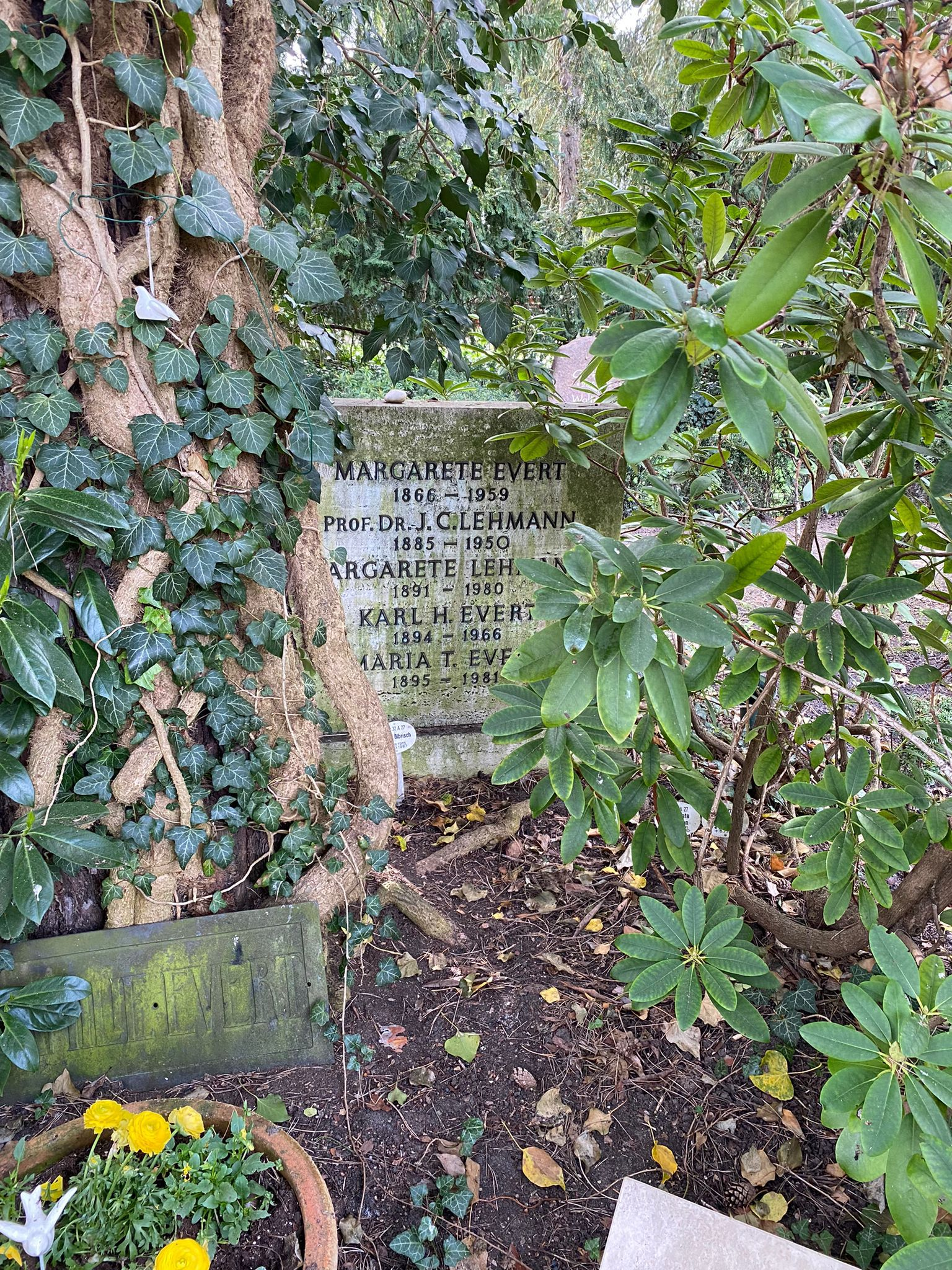
Grabstätte auf dem Waldfriedhof Dahlem

Nach dem Abitur in Rostock studierte Lehmann ab 1903 Humanmedizin an der Ruprecht-Karls-Universität Heidelberg, der Friedrich-Wilhelms-Universität zu Berlin und der Universität Rostock. 1909 war er Medizinalpraktikant und Assistenzarzt am Universitätsklinikum Rostock. 1910 wurde er zum Dr. med. promoviert. Nach einer dreimonatigen Reise als Schiffsarzt bei der  Hamburg Südamerikanischen Dampfschiffahrts-Gesellschaft war er von 1910 bis 1914 Assistenzarzt in Karlsruhe (Pathologie) und Rostock. Im  Ersten Weltkrieg diente er als Sanitätsoffizier in Lazaretten und  Sanitätskompanien.
Seit 1919 habilitierter Privatdozent, wurde er 1923 Professor für Chirurgie in Rostock. 1929 ging er an das Clementinenhaus Hannover, die Provinzial-Lehranstalt für Krankenpflegerinnen. 1933 kam er als Chefarzt nach Lübeck, 1935 wieder nach Hannover. 1936 berief ihn die Universität Rostock als  o. Professor für Chirurgie und Orthopädie. Am 17. Juni 1937 beantragte er die Aufnahme in die NSDAP und wurde rückwirkend zum 1. Mai desselben Jahres aufgenommen (Mitgliedsnummer 4.517.317). Von 1937 bis 1939 war er  Dekan der Medizinischen Fakultät. Über den ganzen  Zweiten Weltkrieg diente er im Heer (Wehrmacht), zuletzt als Oberstarzt. Den universitären Aufgaben kam er zeitweise nach.
Von 1933 bis 1945 war er Schriftführer der Vereinigung Nordwestdeutscher Chirurgen. 1937 leitete er ihre 37. Tagung. Ab 1943 war er Beratender Chirurg des Wehrkreises 2. 1945 wegen seiner NSDAP-Mitgliedschaft als Professor entlassen, blieb er kommissarischer Direktor der Rostocker Chirurgie. 1948 wurde er wiedereingesetzt. Zwei Jahre später starb er mit 65 Jahren.
Seine letzte Ruhestätte fand er auf dem Waldfriedhof Dahlem (Feld 003-73). 